# آرون جونسون (كرة سلة)
آرون جونسون (بالإنجليزية: Aaron Johnson)‏ (ولد: 27 أكتوبر 1988، شيكاغو - )؛ لاعب كرة سلة أمريكي. بدأ مسيرته الاحترافية في سنة 2011. يلعب في الدوري البولندي لكرة السلة كلاعب هجوم خلفي. يحمل الرقم 1. يبلغ طوله 5 قدم 8 بوصة (1.7 م).

## المسيرة الاحترافية
لعب مع جويرينو فانولي باسكت في الدوري الإيطالي في موسم 2012–2013، ثم لعب مع رير فينيزيا مستري في سنة 2014، ثم لعب مع بيسونس لويما في موسم 2014–2015.

## روابط خارجية
- أرون جونسون على موقع كرة السلة الأوروبية.كوم (الإنجليزية)
- أرون جونسون على موقع كلية كرة السلة في سبورتس رفرنس.كوم (الإنجليزية)
- أرون جونسون على موقع ريلجم (الإنجليزية)
- أرون جونسون على موقع بروبوليرز (الإنجليزية)
- أرون جونسون على موقع سبورتس رفرنس (الإنجليزية)
- أرون جونسون على موقع سبورتس رفرنس (الإنجليزية)